# إدمون أزيمي
إدمون أزيمي (بالألبانية: Edmond Azemi) مواليد 10 سبتمبر 1980 في دوبوي، جمهورية يوغوسلافيا الاشتراكية الاتحادية، هو لاعب كرة سلة ألباني. بدأ مسيرته الاحترافية في سنة 1999. يلعب مع نادي بريشتينا لكرة السلة في الدوري الكوسوفي لكرة السلة. يحمل الرقم 4. يبلغ طوله 6 قدم 7 بوصة (2.0 م).

## المسيرة الاحترافية
لعب مع نادي بريشتينا لكرة السلة من سنة 1999 إلى 2005، ثم لعب مع نادي ريكيافيك لكرة السلة في موسم 2006–2007، ثم لعب مع إم زد تي سكوبيه في موسم 2007–2008، ثم لعب مع نادي بريشتينا لكرة السلة من سنة 2008 إلى 2010.

## الإنجازات
- الدوري الكوسوفي لكرة السلة (02,03,06,07,08,09,10,11,14,15,16)
- الدوري الأيسلندي لكرة السلة (2007)

## روابط خارجية
- إدمون أزيمي على موقع الاتحاد الدولي لكرة السلة (الإنجليزية)
- إدمون أزيمي على موقع كرة السلة الأوروبية.كوم (الإنجليزية)
- إدمون أزيمي على موقع ريلجم (الإنجليزية)
- إدمون أزيمي على موقع بروبوليرز (الإنجليزية)